# さつきが丘 (横浜市)
さつきが丘（さつきがおか）は、神奈川県横浜市青葉区の地名。「丁目」の設定のない単独町名である。住居表示未実施区域。

## 概要
神奈川県横浜市青葉区の青葉台に近く、横浜環状4号のすぐ東側に、また東名高速道路沿線・港北パーキングエリア近くに広がる町域である。最寄駅は、東急田園都市線青葉台駅、JR横浜線の十日市場駅（横浜市緑区）である。都心（渋谷）までは、青葉台駅から田園都市線で約40分。
かつては丘と雑木林だけの農村地区だったが、東急グループ主導の多摩田園都市開発構想によって、当時の鉄道新線（田園都市線）沿線のニュータウン化が計画され、1960年代後半からは開墾が進み、都心方面への通勤者のベッドタウンとして宅地化が進んだ。隣接するつつじが丘、しらとり台と比べると、駅からやや離れていたためか宅地化の波が遅れぎみで、1980年代末まで南部には田園風景が広がっていた。現在、町域内には宅地やマンションのほか、横浜市立さつきが丘小学校と、介護福祉士を養成する横浜国際福祉専門学校がある。
宅地化が進んだなか、神奈川県道・東京都道140号川崎町田線を挟んで恩田川沿いの地区には今も閑静な田園風景がわずかに存在し、のどかな風情も残している。

## 地価
住宅地の地価は、2024年（令和6年）7月1日の公示地価によれば、さつきが丘1番25の地点で28万7000円/m²となっている。

## 歴史

### 町名の由来
この地域一帯の開発計画を立てる際、美しく静かな住宅地のイメージを表すように植物名を冠して統一するように計画されたため、隣接区域の「梅が丘」「つつじが丘」に対応して名付けたられた。典型的な瑞祥地名。

### 沿革
- 1970年（昭和45年）2月26日 - 土地区画整理事業（西八朔第二）[7]に伴い、恩田町の一部と西八朔町の一部より、さつきが丘を新設。横浜市緑区さつきが丘となる[8]。
- 1980年（昭和55年）12月10日 - 土地改良事業に伴い、恩田町、十日市場町、西八朔町の各一部を編入する[9]。
- 1994年（平成6年）11月6日 - 港北区と緑区を再編し、青葉区と都筑区を新設。横浜市青葉区さつきが丘となる[10]。

### 町名の変遷
| 実施後     | 実施年月日                | 実施前（各町名ともその一部） |
| ---------- | ------------------------- | ---------------------------- |
| さつきが丘 | 1970年（昭和45年）2月26日 | 西八朔町、恩田町の各一部     |

## 世帯数と人口
2025年（令和7年）6月30日現在（横浜市発表）の世帯数と人口は以下の通りである。
| 町丁       | 世帯数    | 人口    |
| ---------- | --------- | ------- |
| さつきが丘 | 1,699世帯 | 3,613人 |

### 人口の変遷
国勢調査による人口の推移。
| 年                 | 人口  |
| ------------------ | ----- |
| 1995年（平成7年）  | 3,565 |
| 2000年（平成12年） | 3,324 |
| 2005年（平成17年） | 3,142 |
| 2010年（平成22年） | 3,438 |
| 2015年（平成27年） | 3,542 |
| 2020年（令和2年）  | 3,653 |

### 世帯数の変遷
国勢調査による世帯数の推移。
| 年                 | 世帯数 |
| ------------------ | ------ |
| 1995年（平成7年）  | 1,257  |
| 2000年（平成12年） | 1,254  |
| 2005年（平成17年） | 1,238  |
| 2010年（平成22年） | 1,415  |
| 2015年（平成27年） | 1,465  |
| 2020年（令和2年）  | 1,568  |

## 学区
市立小・中学校に通う場合、学区は以下の通りとなる（2024年11月時点）。
| 番地                                                                            | 小学校                   | 中学校             |
| ------------------------------------------------------------------------------- | ------------------------ | ------------------ |
| 2番地の4〜7・11〜23 2番地の78〜88・92 3〜9番地 10番地の2〜20・70〜77 12番地以降 | 横浜市立さつきが丘小学校 | 横浜市立谷本中学校 |
| 1番地〜2番地の3 2番地の8〜10・24〜77 2番地の89〜91 10番地の1・21〜69 11番地     | 横浜市立つつじが丘小学校 | 横浜市立谷本中学校 |

## 事業所
2021年（令和3年）現在の経済センサス調査による事業所数と従業員数は以下の通りである。
| 町丁       | 事業所数 | 従業員数 |
| ---------- | -------- | -------- |
| さつきが丘 | 63事業所 | 950人    |

### 事業者数の変遷
経済センサスによる事業所数の推移。
| 年                 | 事業者数 |
| ------------------ | -------- |
| 2016年（平成28年） | 54       |
| 2021年（令和3年）  | 63       |

### 従業員数の変遷
経済センサスによる従業員数の推移。
| 年                 | 従業員数 |
| ------------------ | -------- |
| 2016年（平成28年） | 866      |
| 2021年（令和3年）  | 950      |

## 観光スポット・名所・旧跡
- 町域外だが、青葉区内にこどもの国 、寺家ふるさと村、TBSの緑山スタジオ・シティなどがある。また、隣接する緑区には東名高速道路港北パーキングエリアの近くに北八朔公園がある。

## 施設
- 星槎大学本部及び横浜事務局
- 横浜市立さつきが丘小学校
- 横浜国際福祉専門学校

## その他

### 日本郵便
- 郵便番号 : 227-0053[3]（集配局：青葉郵便局[20]）

### 警察
町内の警察の管轄区域は以下の通りである。
| 番・番地等 | 警察署     | 交番・駐在所   |
| ---------- | ---------- | -------------- |
| 全域       | 青葉警察署 | 藤が丘駅前交番 |